# Akademickie mistrzostwa świata w szachach
Akademickie mistrzostwa świata w szachach – turnieje szachowe, organizowane od 1990 r. przez Międzynarodową Federację Sportu Uniwersyteckiego (Fédération Internationale du Sport Universitaire, FISU) w cyklu dwuletnim (przemiennie z uniwersjadami), mające na celu wyłonienie najlepszych szachistek i szachistów wśród studentów.

## Lista medalistów
| Lp | Rok / Miasto      | Mężczyźni                                                                        | Kobiety                                                              | Drużynowo                             | Źródła |
| -- | ----------------- | -------------------------------------------------------------------------------- | -------------------------------------------------------------------- | ------------------------------------- | ------ |
| 1  | 1990 Odessa       | 1. Dimitar Trifonow 2. Björgvin Jónsson 3. Wałerij Newerow                       | 1. Ainur Sofiewa 2. Anna Lissowska 3. Marija Niepieina               | 1. ZSRR 2. Polska 3. Bułgaria         |        |
| 2  | 1992 Antwerpia    | 1. Lasza Dżandżgawa 2. Pablo San Segundo Carrillo 3. Nikołaj Ninow               | 1. Ning Chunhong 2. María Luisa Cuevas Rodríguez 3. Ketino Kachiani  | 1. Hiszpania 2. WNP 3. Chiny          |        |
| 3  | 1994 Sofia        | 1. Eldar Muchametow 2. Günther Beikert 3. Andreas Tzermiadianos                  | 1. Ilaha Kadimowa 2. Tuvshintogs Batceceg 3. Nino Churcidze          | 1. Gruzja 2. Chiny 3. Rosja           |        |
| 4  | 1996 León         | 1. Sergio Cacho Reigadas 2. Pablo San Segundo Carrillo 3. Roman Siczinawa        | 1. Wang Lei 2. Nino Churcidze 3. Ilaha Kadimowa                      | 1. Gruzja 2. Hiszpania 3. Azerbejdżan |        |
| 5  | 1998 Rotterdam    | 1. Andriej Szarijazdanow 2. Peng Xiaomin 3. Dan Zoler                            | 1. Nino Churcidze 2. Wang Pin 3. Maja Lomineiszwili                  | 1. Rosja 2. Chiny 3. Gruzja           |        |
| 6  | 2000 Warna        | 1. Walerij Filippow 2. Ołeksandr Zubariew 3. Maksim Turow                        | 1. Maja Lomineiszwili 2. Jekatierina Połownikowa 3. Jessica Nill     | 1. Rosja 2. Gruzja 3. Mongolia        |        |
| 7  | 2002 Ułan Bator   | 1. Zhang Zhong 2. Anton Szomojew 3. Dmitrij Boczarow                             | 1. Li Ruofan 2. Julia Koczetkowa 3. Ankhchimeg Bayanmunkh            | 1. Chiny 2. Rosja 3. Mongolia         |        |
| 8  | 2004 Stambuł      | 1. Paweł Smirnow 2. Denis Chismatullin 3. Ehsan Ghaem Maghami 4. Lewan Aroszidze | 1. Jewgienija Owod 2. Joanna Dworakowska 3. Tamara Czistiakowa       | 1. Rosja 2. Gruzja 3. Iran            |        |
| 9  | 2006 Lagos        | 1. Bu Xiangzhi 2. Ni Hua 3. Ehsan Ghaem Maghami                                  | 1. Gong Qianyun 2. Mona Salman Mahini 3. Zhang Jing                  | 1. Chiny 2. Iran 3. Holandia          |        |
| 10 | 2008 Nowokuźnieck | 1. Dmitrij Boczarow 2. Igor Łysyj 3. Paweł Smirnow                               | 1. Irina Wasiljewicz 2. Natalia Pogonina 3. Zhang Jilin              | 1. Rosja 2. Chiny 3. Mongolia         |        |
| 11 | 2010 Zurych       | 1. Wang Yue 2. Anuar Ismagambetow 3. Dawit Benidze                               | 1. Batchujagijn Möngöntuul 2. Ljilja Drljević 3. Sopiko Guramiszwili | 1. Mongolia 2. Gruzja 3. Rosja        |        |
| 12 | 2012 Guimarães    | 1. Bu Xiangzhi 2. Krzysztof Bulski 3. Marcin Tazbir                              | 1. Tan Zhongyi 2. Alina Kaszlinska 3. Sarah Hoolt                    | 1. Chiny 2. Polska 3. Rosja           |        |
| 13 | 2014 Katowice     | 1. Sanan Siugirow 2. Karen Grigorian 3. Iwan Bukawszyn                           | 1. Klaudia Kulon 2. Batchujagijn Möngöntuul 3. Ding Yixin            | 1. Polska 2. Rosja 3. Armenia         |        |